# John Mikaelsson
John Frederick Mikaelsson (Kristinehamn, 6 de dezembro de 1913 – Placer County, 16 de junho de 1987) foi um atleta sueco, especializado na marcha atlética, bicampeão olímpico da marcha de 10 km.
Seu primeiro resultado internacional de expressão foi a vitória no Campeonato Europeu de Atletismo de 1946, em Oslo, logo após o término da II Guerra Mundial. Mikaelsson competiu pela primeira vez em Jogos Olímpicos em Londres 1948, ganhando a medalha de ouro na prova com o tempo de 45:13, depois de quebrar o recorde olímpico em sua eliminatória com 45:03. Ele derrotou seu compatriota e favorito Werner Hardmo, detentor até então de 25 recordes mundiais em várias distâncias mas que foi desclassificado durante a final olímpica. A vitória de Mikaelsson nos 10 km deu à Suécia o domínio da marcha nestes Jogos, com a também vitória de John Ljunggren nos 50 km.
Em Helsinque 1952, ele novamente conquistou a medalha de ouro em 45:02 quebrando em 1s seu recorde olímpico anterior. Por causa da dificuldade de controle de passadas pelos juízes numa prova tão curta, esta foi a última vez que os 10 km foram disputados nos Jogos, sendo substituídos pela marcha de 20 km a partir de Melbourne 1956.
Mudando-se depois de encerrar carreira a para os Estados Unidos, morreu aos 73 anos na Califórnia.